# St. Sebastian (Seckach)

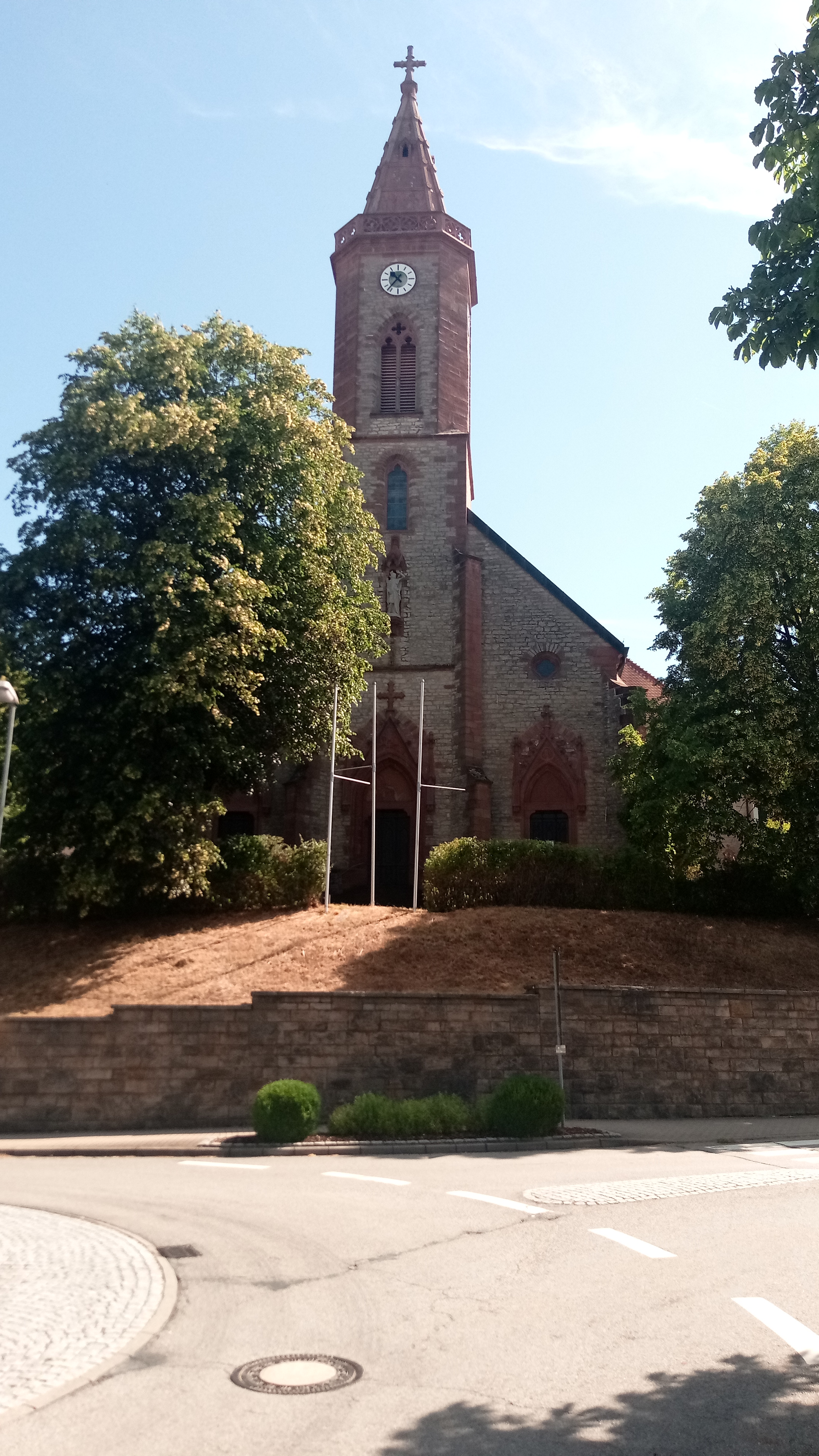
St. Sebastian in Seckach

Die katholische Pfarrkirche St. Sebastian steht in Seckach, einer Gemeinde im Neckar-Odenwald-Kreis in Baden-Württemberg. Das Bauwerk ist beim Landesamt für Denkmalpflege Baden-Württemberg als Baudenkmal eingetragen. Die Kirchengemeinde gehört zum Dekanat Mosbach-Buchen im Erzbistum Freiburg.

## Beschreibung
Die 1869 anstelle eines Vorgängerbaus errichtete neugotische Hallenkirche besteht aus einem Langhaus mit einem Mittelschiff und zwei Seitenschiffen, einem eingezogenen, dreiseitig geschlossenen Chor im Osten und einem 1974/80 nach Plänen von Manfred Schmitt-Fiebig dazwischen eingefügten Querschiff. Der mit einem steinernen Helm bedeckte Glockenturm steht mittig über der Westfassade mit dem Portal. In seinem obersten Geschoss mit abgeschrägten Ecken befindet sich hinter den Klangarkaden der Glockenstuhl, in dem vier Kirchenglocken hängen. Darüber sind allseitig die Zifferblätter der Turmuhr angebracht.
Die Glasmalereien schuf 1980 Valentin Peter Feuerstein. Die neugotischen Altäre stammen aus der Kunstwerkstätte Marmon. Im linken Querarm befindet sich das Altarretabel des ehemaligen Hochaltars, auf dem der heilige Sebastian dargestellt ist. Die von der G. F. Steinmeyer & Co. gebaute Orgel wurde von der Joachim Popp Orgelbau restauriert.